# ستيوارت سميث (عسكري)
ستيوارت سميث (بالإنجليزية: Stuart Smith) هو عسكري أسترالي، ولد في 1 نوفمبر 1963 في سيدني في أستراليا.